# Gran Premio de Gran Bretaña de Motociclismo de 2018
El Gran Premio de Gran Bretaña de Motociclismo de 2018 (oficialmente GoPro British Grand Prix) sería la duodécima prueba del Campeonato del Mundo de Motociclismo de 2018. Planificada para el fin de semana del 24 al 25 de agosto de 2018 en el circuito de Silverstone, situado entre las localidades de Northamptonshire y Buckinghamshire, Gran Bretaña. Los entrenamientos y clasificación fueron realizados con normalidad, pero la carrera que debía disputarse el día 26 de agosto fue cancelada por las autoridades debido a fuertes lluvias.
Es la primera carrera de MotoGP en cancelarse desde el Gran Premio de Malasia de Motociclismo de 2011, que se anuló tras el accidente mortal de Marco Simoncelli en la segunda vuelta.